# Estació de Narbona
Narbona (Narbonne en francès) és l'estació ferroviària principal de la ciutat de Narbona, al departament francès de l'Aude. Va ser estrenada el 1857 per la Companyia de ferrocarril de Midi, al tram Tolosa-Seta de la línia Bordeus-Seta. L'edifici va ser acabat el 1856. El tram cap a Perpinyà s'hi va afegir el 20 de febrer de 1858.
Durant la construcció de les fundacions, s'hi va trobar un estàtua gal·lloromana de Silè, pare adoptiu de Diònis. Va ser electrificada el 1935.
- Marquesina
- Marquesina
- La locomotora eléctrica BB 26160 (Sybic) de SNCF amb el Talgo Mare Nostrum

## Línies
- Línia de Bordeus a Seta
- Línia de Narbona a Portbou
- Línia de Narbonne a Bize

## Línies amb parada a l'estació
- Línia 
  - Línia París Estació de Lió - Perpinyà
  - Línia Lilla - Perpinyà / Tolosa
  - Línia Brussel·les - Perpinyà
  - Línia Dijon - Bordeus
  - Línia Tolosa - Marsella

- iDTGV
  - Línia París - Perpinyà

- Corail Téoz
  - Línia Niça - Bordeus
  - Línia París-Austerlitz - Cervera de la Marenda
  - Línia Bordeus / Tolosa - Marsella

- Corail Lunéa
  - Línia París-Austerlitz - Cervera de la Marenda / Portbou
  - Línia Metz - Nancy - Montpeller - Cervera de la Marenda / Portbou (caps de setmana i períodes estivals)
  - Línia Estrasburg - Besançon - Montpeller - Cervera de la Marenda / Portbou (caps de setmana i períodes estivals)

- - Línia Marsella - Montpeller - Tolosa
  - Línia Avinyó - Montpeller - Perpinyà - Cervera de la Marenda
  - Línia Tolosa - Narbona - Perpinyà - Cervera de la Marenda
  - Línia Montpeller - Besiers - Perpinyà - Cervera de la Marenda
  - Línia Narbona - Carcassona - Tolosa

- Mare Nostrum
  - Línia Montpeller - Cervera de la Marenda - Barcelona - València - Múrcia - Lorca/Cartagena